# Finiremo per volerci bene
Finiremo per volerci bene è un singolo del cantante italiano Marco Carta, pubblicato nel febbraio 2018 ed estratto dall'album Tieniti forte.

## Tracce
Testi e musiche di Gianluca Florulli, Gianluigi Fazio, Edwin Roberts.
1. Finiremo per volerci bene – 3:50

## Video
Il videoclip della canzone è stato diretto da Federico Cangianiello & Marco Jeannin.